# Colònia de l'Illa Borbó
La colònia de l'illa Borbó (Île Bourbon) fou una colònia francesa que va existir entre 1649 i 1793, formada per una sola illa avui coneguda com a Réunion (Reunió). Del 1793 al 1806 fou anomenada Illa de la Reunió, i de 1806 a 1810 illa Bonaparte; el 1810 va recuperar el nom d'Illa Borbó que va conservar fins al 1848.

## Història
El 1649 França va declarar annexionada l'illa de Sant Pau (Île de Saint Paul) amb el nom d'illa Borbó (Île Bourbon), el nom de la família reial francesa.
Va ser però el 1665 quan van arribar els primers vint colons a l'illa de Bourbon. Cinc naus formaven l'esquadra comandada per M. Verón: L'Aigle blanc, La Vierge, le Bon port, Le Saint-Paul i Le Taureau. Els vaixells portaven el pavelló de la Companyia de les Índies Orientals i havien sortit del quai de la Fosse a Nantes a principis de 1665 quan el Loira encara estava glaçat; es dirigien als ports i establiments de la costa Malabar i de la Badia de Bengala, i pel camí van arribar a l'illa Borbó (Bourbon) el 9 de juliol de 1665. la travessia va estar marcada per la tragèdia, amb la mort de dotze persones en la seva escala a Cap Verd el dijous sant dia 4 de maç de 1665. L'11 d'abril, després d'haver fet als morts el darrer homenatge, la flota va desplegar veles i "va continuar el seu viatge sense accidents" segons assenyala el cronista Rennefort. Entre els vint colons procedents de França cal anotar la presència d'Hervé Dannemont (ara Dennemont), nascut el 17 desembre 1635 a Brix (Manche), fill de Jacques Dannemont, mestre vidrier, i de Maria Lecarpentier. Es va casar aproximadament el 1668 a Léonarde Pillé, originaria de Granville. Hervé Dennemont va morir el 16 de novembre de 1678. Els Dannemont de Normandia estan representats avui per una trentena de famílies a l'illa de la Réunion. També es troben a l'illa Maurici i tanmateix a Madagascar. A Normandia la família es van extingir al segle xviii (el nom havia mutat a Dalmont). Els seus descendents són ben coneguts gràcies a Camille Ricquebourg, autor del diccionari genealògic de la família Borbó. Françoise Chatelain Cressy va arribar durant aquest període (no amb les primeres naus) i està igualment en l'origen de diverses famílies conegudes de l'illa.
Des de 1715 l'illa va experimentar un auge econòmic amb el desenvolupament de la cultura i l'exportació de cafè. Aquesta cultura va ser la font d'un desenvolupament considerable de l'esclavatge a la colònia. Bertrand-François Mahé de La Bourdonnais, governador de l'illa (1735-1745) va fer una dimensió estratègica del desenvolupament de l'illa, que es va convertir en proveïdora d'aliments per a l'illa de França (avui dia illa Maurici) i de la flota francesa implicada en la guerra anglo-francesa de l'Índia. També va tenir un paper destacat l'administrador Pierre Poivre, que va enriquir molt la flora local i va diversificar els recursos agrícoles a través de la introducció de moltes espècies tropicals, incloent el clau i la nou moscada, dels quals el comerç van florir al segle xviii i a principis del segle xix.
L'administració de la Companyia va durar fins al 1764 quan va ser declarada una colònia de la corona francesa. El 19 de març de 1793, en ple període revolucionari, l'illa Borbó fou rebatejada Île de la Réunion (o també Île de la Réunion des Patriotes) en homenatge a la reunió dels federats de Marsella i dels Guàrdies Nacionals Parisencs en ocasió de la marxa sobre el Palau de les Teuleries el 10 d'agost de 1792; el canvi era urgent doncs els revolucionaris no volien conservar el nom de la dinastia enderrocada. Vegeu Colònia francesa de l'illa de la Reunió.
Després de l'ocupació britànica el 7-8 de juliol de 1810, l'illa va recuperar el seu antic nom de Illa Borbó el 7 d'agost de 1810. El tractat de París va retornar l'illa a França (1814), entrega que es va fer efectiva el 5 d'abril de 1815.
De 1838 a 1841 el contra almirall Anne Chrétien Louis de Hell fou governador de l'illa. Un canvi profund en la societat i les actituds relacionades amb els esdeveniments de l'última dècada va portar al governador a entrar al Consell colonial fins a tres projectes d'emancipació dels esclaus.

## Comandants
- 1665 - 1671 Étienne Regnault
- 1671 - 1674 Jacques de La Heure dit La Hure

## Comandants de la Compagnie des Indes Orientales
- 1674 Jacob de la Haye (de facto)
- 1674 - 1678 Henry Esse d'Orgeret
- 1678 - 1680 Germain de Fleurimont Moulinier
- 1680 - 1686 F. Bernardin de Quimper
- 1686 - 1689 Jean-Baptiste Drouillard
- 1689 - 1690 Henry Habert de Vauboulon
- 1691 - 1694 Michel Firélin
- 1694 Prades i Lemayeur (interins)
- 1694 - 1696 Directori de Saint Paul:
  - Athanase Touchard (president; líder "naturel de l'île")
  - Louis Caron
  - René Hoarau
  - François Mussard
  - Lezin Rouillard
  - Antoine Payet
- 1696 - 1698 Joseph Bastide
- 1699 - 1701 Jacques de La Cour de La Saulais
- 1701 - 1709 Jean-Baptiste de Villers
- 1709 - 1710 Michel François Des Bordes, sieur de Charenville
- 1710 - 1715 Pierre Antoine Parat de Chaillenest
- 1715 - 1718 Henri de Justamond
- 1718 - 1723 Joseph Beauvollier de Courchant
- 1723 - 1725 Antoine Labbé dit Desforges-Boucher
- 1725 - 1727 Hélie Dioré de Périgny
- 1727 - 1735 Pierre Benoît Dumas
- 1735 - 1735 Bertrand François Mahé, comte de La Bourdonnais

## Comandants sota autoritat del governador-general de les illes Mascarenyes amb seu a Île de France/Maurici
- 1735 - 1739 Charles L'Emery Dumont
- 1739 - 1743 Pierre-André d'Héguerty
- 1743 - 1745 Didier de Saint-Martin
- 1745 Jean-Baptiste Azéma
- 1745 Didier de Saint-Martin (segona vegada)

## Governadors de l'illa per la companyia
- 1745 - 1747 Gérard Gaspard de Ballade
- 1747 - 1748 Didier de Saint-Martin
- 1748 - 1749 Gérard Gaspard de Ballade (segona vegada)
- 1749 Antoine Marie Desforges-Boucher
- 1749 - 1750 Joseph Brénier
- 1750 - 1752 Jean-Baptiste Charles Bouvet de Lozier
- 1752 - 1756 Joseph Brénier (segona vegada)
- 1757 Antoine Marie Desforges-Boucher (segona vegada)
- 1757 - 1763 Jean-Baptiste Charles Bouvet de Lozier (segona vegada)
- 1763 Jean Sentuary

## Governadors de l'illa per la corona
- 1763 - 1767 François Jacques Bertin d'Avesnes
- 1767 Martin Adrien Bellier
- 1767 - 1773 Guillaume Léonard de Bellecombe
- 1773 - 1776 Jean-Guillaume Steinauer
- 1776 - 1779 François de Souillac
- 1779 - 1781 Joseph de Murinais, comte de Saint-Maurice
- 1781 - 1785 Alexandre François Chalvet, baron de Souville
- 1785 - 1788 Claude Élie Dioré de Périgny
- 1788 - 1790 David Charpentier de Cossigny
- 1790 - 1792 Dominique Prosper de Chermont
- 1792 - 1794 Jean-Baptiste Vigoureux du Plessis
- 1793 - 1806 vegeu colònia de l'Illa de la Reunió
- 1806 - 1810 vegeu Illa Bonaparte

## Governadors britànics
- 1810 Robert Townsend Farquhar
- 1810 - 1811 Henry Sheehy Keating
- 1811 Robert Townsend Farquhar (segona vegada)
- 1811 - 1815 Henry Sheehy Keating (segona vegada)

## Governadors francesos
- 1815 - 1817 Athanase Hyacinthe Bouvet de Lozier
- 1817 - 1818 Hilaire Urbain de Laffite du Courteil
- 1818 - 1821 Pierre Bernard de Milius
- 1821 - 1826 Louis Henri de Saulces de Freycinet
- 1826 - 1830 Achille Guy Marie de Penfentenio, comte de Cheffontaines
- 1830 - 1832 Étienne Henry Mengin Duval d'Ailly
- 1832 - 1838 Jacques Philippe Cuvillier
- 1838 - 1841 Anne Chrétien Louis de Hell
- 1841 - 1846 Charles Louis Joseph Bazoche
- 1846 - 1848 Emmanuel François Joseph Graeb